# 颖贵妃
穎貴妃（1731年3月7日—1800年3月14日），巴林氏。蒙古镶红旗第一參領第十一佐領下人。都统兼二等轻车都尉纳亲之女，乾隆帝之貴妃。

## 早期生平
雍正九年正月二十九日出生。巴林氏為蒙古鑲紅旗人，很大機會是在外八旗選秀中被指定為內廷主位，惟因檔案缺失而未知巴林氏的入宮年份及初始位份。乾隆十三年正月，巴林氏已經為那常在，同年四月十二日晉為那貴人。
乾隆十六年（1751年）正月，詔封那貴人为嫔；六月初八日卯時，宫中行册封礼，冊封巴林氏为颖嬪、陆氏为庆嬪。
乾隆二十四年（1759年）詔封穎嬪为穎妃，十二月十八日卯時行颖妃冊封礼。在册封礼举行之前的十一月二十一日，乾隆帝赏予颖妃一盤珊瑚朝珠。十二月初，乾隆帝又以贵妃妃嬪等接册宝，赏予穎妃等人一些银两。
乾隆二十九年 (1764年) 三月二十二日，穎妃下學規矩女子一人封武常在。
乾隆三十二年（1767年）八月二十九日，和碩和嘉公主報病急；九月初一日身在熱河的乾隆帝下旨，命留京辦事王大臣通知章嘉活佛和留在北京的穎妃等人，要他們去公主府探病；九月初六日，儲秀宮令皇貴妃、景仁宮穎妃等前來公主府探視公主。怎料，在九月初七日，和嘉公主病情急變，皇貴妃急忙帶著穎妃、婉嬪、和靜公主、和恪公主，以及在壽康宮寡居的皇子福晉們趕到公主府，去見公主的最後一面；九月初十日，令皇貴妃帶領著穎妃等人前往和嘉公主府弔喪。

## 晚期生平
乾隆五十七年愉妃去世后，颖妃成为宫中资历最深者，也顺利成章进为后宫首领主位，是无名有实的后宫之主。
乾隆五十九年六月初一日，颖妃和固伦和孝公主抵达遥亭子。初二日刚启程去热河，卻下大雨，桥樑冲毀，复返回遥亭子。乾隆帝認為穎妃的病情、和孝公主的瘡症刚见好，行程过远，难免颠簸受累，迟几日抵达亦无不可。此外，著寄信予丰绅殷德，视水退后，即催上紧架桥，再行启程。同年六月初三日，《永璘祕檔》記載：「常寧傳旨賞穎妃、十公主、丰绅殷德奶餅一匣，係格格進的計九十六箇。」
乾隆帝禅位前夕，穎贵妃从景仁宫搬到了永寿宫居住。
嘉慶元年六月，乾隆帝照例前往熱河避暑，並命嘉慶帝的皇后、貴妃一同前來熱河，皇后向嘉慶帝請旨：「到熱河給太上皇請安，進荷包不進？」嘉慶帝硃批：「我問過頴妃娘（娘），他說到熱河之日，應進如意、餑（餑）匣子，俱辦下了，皇后放心，預偹両個小荷包也使淂」。
嘉庆三年（1798年）四月十五日，太上皇乾隆敕旨：“颖妃在位年久，且年屆七旬，著加恩封为贵妃。”；十月，因要册封穎贵妃及芳妃，永寿宫、储秀宫进册宝、册印。嘉庆帝嘉庆五年（1800年)，晉為颖贵太妃，並和婉太妃一同居於壽康宮中。
嘉慶五年（1800年）正月二十七日，嘉慶帝下旨批評永璘在穎貴太妃七十壽辰時，並未先行向他奏明，就擅自命令護衛太監等人到壽康宮呈進慶賀的禮物，經穎貴太妃處的太監奏明後，他才得知此事。同年二月十九日，穎貴妃薨逝，享年七十歲。
嘉庆六年二月十三日，穎貴妃金棺葬入裕陵妃园寝。

## 家族
穎貴妃家族世居喀爾喀地方，原隸鑲紅旗蒙古第一參領第十佐領，康熙十年改隸鑲紅旗蒙古第一參領第十一佐領，最初由穎貴妃曾祖父巴雅爾之兄員外郎雅圖負責管理此佐領（原為無根源公中佐領，乾隆四十三年奏准作為族中承襲佐領）。
- 先祖：僧額，原襲騎都尉，崇德六年征明時，在錦州「獨奮勇力戰」而戰死，恩賜三等輕車都尉世職[7]。

- 曾祖父：巴雅爾，一等輕車都尉兼一雲騎尉，在雅圖被革退後曾任佐領[8]，曾隨征逆藩吳三桂，康熙二十九年，從征厄魯特噶爾丹，在烏蘭布通地方撃賊時陣亡，恩賜三等男世職（由其子副都統代通所襲）。

- 父：那親（納親），原任都統兼二等輕車都尉[9]，曾任佐領、正白旗蒙古副都統、直隸泰寧鎮總兵官等職，乾隆三十二年病故，死前因病情加重而被乾隆帝加恩賞賜，閏七月賜諡恪勤。

- 兄弟：色僧額，曾任佐領[8]

## 影视作品
- 電視劇

| 年份 | 劇名     | 演員   | 剧中姓名  | 劇中稱謂    |
| 2018 | 延禧攻略 | 劉璐   | 巴林氏    | 穎貴人→穎嬪 |
| 2018 | 如懿傳   | 张佳宁 | 巴林·湄若 | 穎嬪→穎妃   |
| 2018 | 天命     | 盧宛茵 | 巴林氏    | 穎貴太妃    |